# Joachim Kupsch
Joachim Kupsch (* 18. Oktober 1926 in Leipzig; † 6. Juli 2006) war ein deutscher Schriftsteller.

## Leben
Joachim Kupsch nahm nach dem Besuch der Oberrealschule 1944/45 als Soldat der Wehrmacht am Zweiten Weltkrieg teil. Am 2. Februar 1944 beantragte er die Aufnahme in die NSDAP und wurde zum 20. April desselben Jahres aufgenommen (Mitgliedsnummer 9.994.632). Er geriet in Kriegsgefangenschaft; nach der Entlassung arbeitete er als Maurer. Danach war er Mitarbeiter des Senders Leipzig des Mitteldeutschen Rundfunks und freier Dramaturg am Leipziger Theater. 1950 zog er um nach Dresden, wo er als freier Schriftsteller wirkte. Seit 1955 war er in Leipzig ansässig, wo er von 1955 bis 1957 an einem Kurs des Literaturinstituts „Johannes R. Becher“ teilnahm und bis 1962 an der Universität als Externer germanistische Vorlesungen hörte.
Joachim Kupsch war Verfasser von Erzählungen, Romanen, Hörspielen und Drehbüchern. In seinen Werken verarbeitete er anfangs teilweise eigene Kriegserfahrungen, später veröffentlichte er vor allem romanhafte Biografien, unter anderem über August Bebel und Komponisten wie Händel, Haydn, Beethoven, Schubert und Wagner. Ein Nietzsche-Roman mit dem Titel Weh dem der Wüsten birgt blieb bisher unveröffentlicht.
Joachim Kupsch gehörte von 1954 bis 1990 dem Schriftstellerverband der DDR an; seit 1991 war er Mitglied des Förderkreises Freie Literaturgesellschaft Leipzig.
Im Rahmen einer Gedenkfeier wurde sein künstlerischer Nachlass seinem Wunsch gemäß an die Leipziger Stadtbibliothek übergeben.

## Publikationen
- König für einen Tag, Berlin 1953
- Gefährlicher Sommer, Halle (Saale) 1955
- Ein Taugenichts stellt eine Falle, Berlin 1955
- Die Bäume zeigen ihre Rinden, Halle/Saale 1957
- Die galanten Abenteuer Münchhausens, Berlin 1958
- Die Nacht mit Beppone, Berlin 1958
- Die Reise nach London, Berlin 1959
- Eine Sommerabenddreistigkeit, Leipzig 1959, verfilmt als Mir nach, Canaillen!, DEFA 1964
- Ein Ende in Dresden, Berlin 1964
- Leiden oder triumphieren, Halle (Saale) 1964
- Die Winternachtsabenteuer, Halle (Saale) 1965, verfilmt als Hauptmann Florian von der Mühle, DEFA 1967/1968

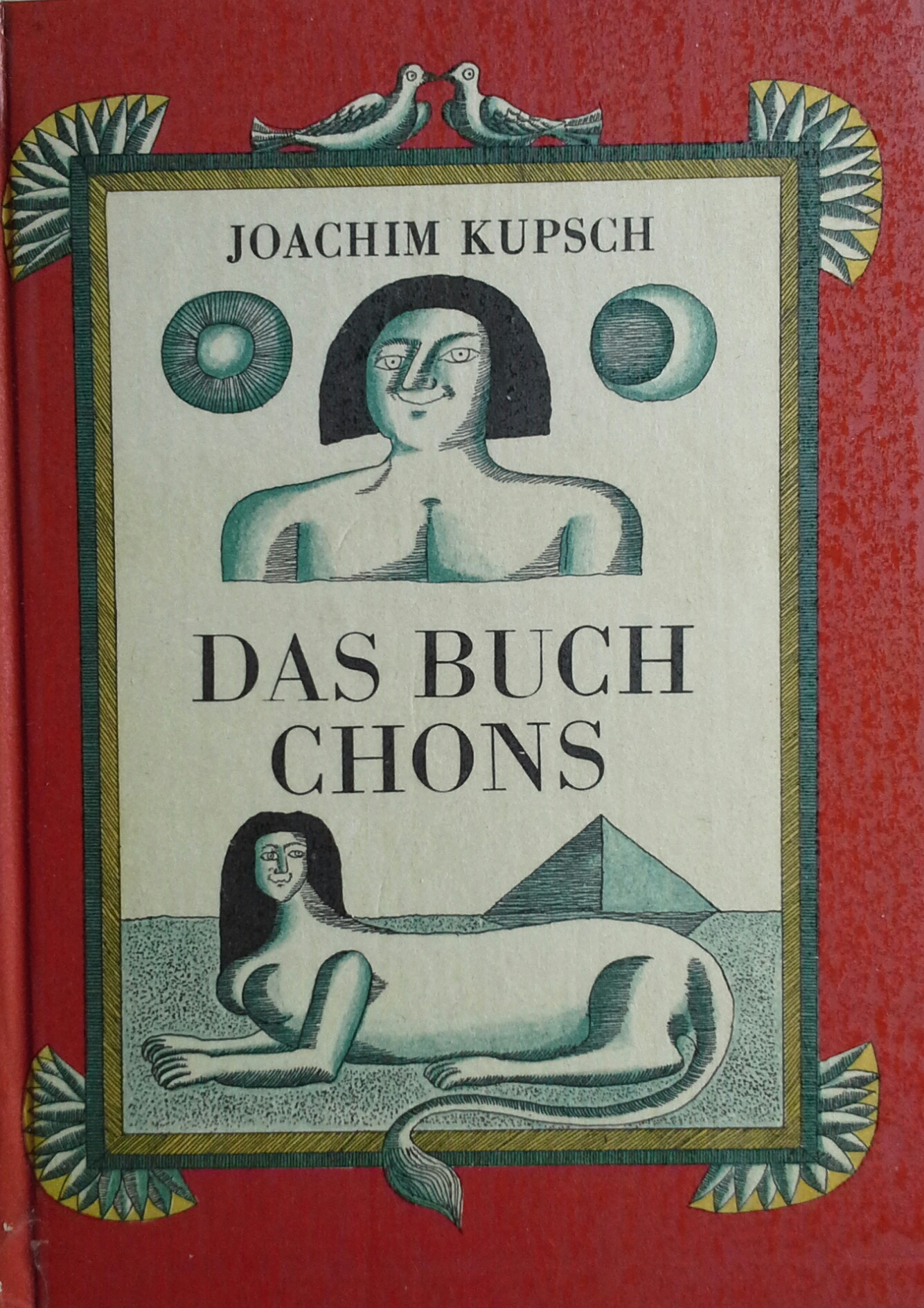
Das Buch Chons von Kupsch

- Das Buch Chons von KupschDas Buch Chons, Eulenspiegel Verlag Berlin 1967 (Illustrationen von Ruth Knorr)
- Winterreise, Berlin 1967
- Das wilde Tier Nachtigall, Berlin 1971
- Die erschröcklichen Erfindungen des W. A. Kevenhüller, Eulenspiegel Verlag Berlin 1972 (Illustrationen von Renate Totzke-Israel)
- Die Mühsal eines Tages, Berlin 1973
- Das tolldreiste Dutzend des Till Eulenspiegel, Berlin 1974
- Luise, Halle (Saale) 1976
- Der Kuß der Selene, Berlin 1982
- Don Juan in Leipzig, Berlin 1984
- Neujahrskonzert, Berlin 1984

## Herausgeberschaft
- Ewa Szelburg-Zarembina: Vom Wundertöpfchen und anderen seltsamen Dingen, Leipzig 1960